# Otto Loewe

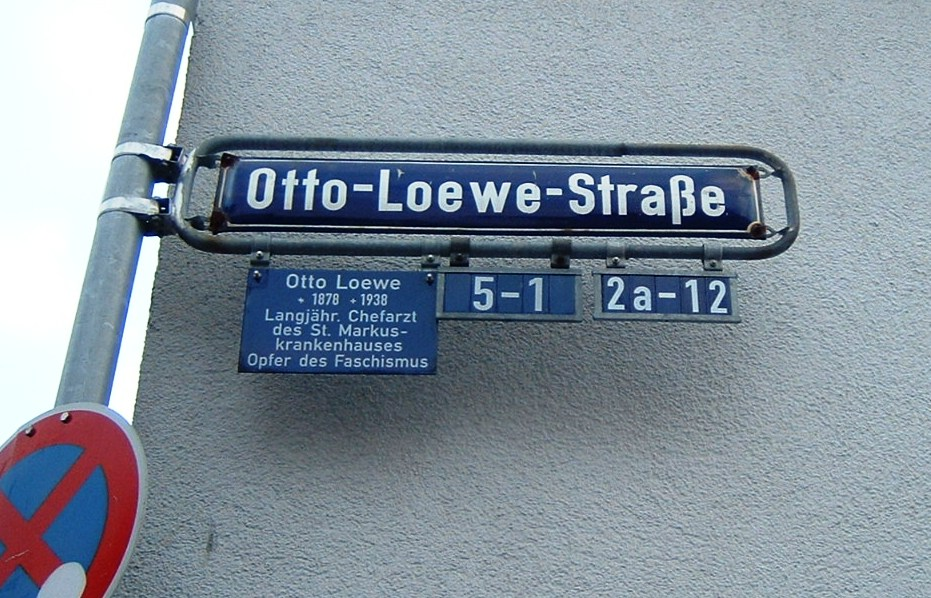
Straßenschild in Bockenheim

Otto Loewe (* 31. Oktober 1878 in Frankfurt am Main; † 11. oder 12. November 1938 ebenda) war ein deutscher Chirurg jüdischer Herkunft.

## Leben und Werk
Loewe wurde evangelisch getauft und studierte Medizin in Marburg, München, Berlin und Würzburg, wo er 1903 zum Doktor der Medizin promoviert wurde. 1907 ging er als Chirurg an das 1866 gegründete Krankenhaus des Diakonissenheims in der Falkstraße in Frankfurt-Bockenheim. Dort ließ er eine der ersten Röntgenanlagen in Frankfurt installieren.
Nach der nationalsozialistischen Machtergreifung 1933 waren „Nicht-Arier“ in Deutschland zunehmenden Repressionen ausgesetzt, dies galt insbesondere auch für Ärzte. Im April 1933 wurde „nicht-arischen“ Ärzten zunächst die Kassenzulassung entzogen, mit den Verordnungen zum Reichsbürgergesetz 1935 wurde ihnen die Berufsausübung weitgehend unmöglich gemacht. Loewe musste bereits 1933 seinen Chefarztposten aufgeben, blieb aber zunächst weiterhin am Markus-Krankenhaus tätig. In gemeinsamen Einvernehmen hatte der Internist Wilhelm Schöndube die Leitung übernommen. Im Oktober 1935 entzog die Kassenärztliche Vereinigung dem Krankenhaus die Zulassung, weil die Leitung sich weigerte, Loewe zu entlassen. Daraufhin zog sich Loewe freiwillig aus dem Krankenhaus zurück, Schöndube legte 1936 aus Protest sein Amt nieder.
Loewe praktizierte anschließend am Viktoria-Institut in der Westendstraße, einem jüdischen und nichtarischen Ärzten zugewiesenem Institut. Er bereitete die Emigration seiner Familie vor und ließ einen Teil seiner medizinischen Ausrüstung nach Mexiko bringen, wollte aber selbst so lange wie möglich in Frankfurt bleiben.

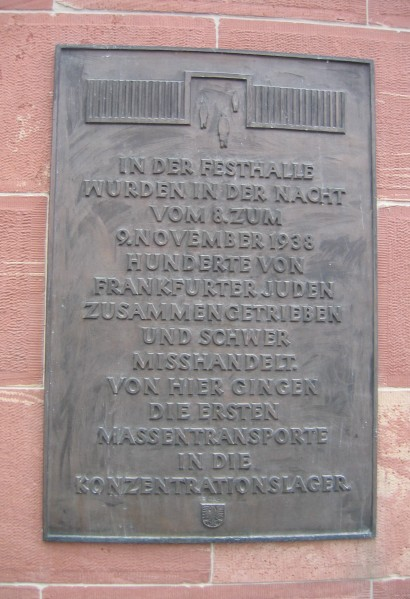
Mahntafel an der Festhalle

Bei den Novemberpogromen wurde Loewe am 11. November 1938 von einem Kommando der Gestapo verhaftet und, wie hunderte andere Frankfurter Juden, in die Festhalle gebracht. Nach schweren Misshandlungen wurde er am Abend wieder entlassen; er starb auf dem Heimweg an inneren Blutungen in Milz und Gehirn.
1954 benannte die Stadt Frankfurt eine Straße im Stadtteil Bockenheim nach Otto Loewe.